# Sulfurylklorid
Sulfurylklorid är en kemisk förening av svavel, syre och klor med formeln SO2Cl2.

## Egenskaper
Sulfurylklorid reagerar häftigt vid kontakt med vatten och hydrolyseras till svavelsyra (H2SO4) och saltsyra (HCl)
{\displaystyle {\rm {SO_{2}Cl_{2}+2\ H_{2}O\rightarrow H_{2}SO_{4}+2\ HCl}}}
När det hettas upp till 100 °C sönderfaller det till svaveldioxid och klorgas. Samma sönderfall sker även vid rumstemperatur, fast då mycket långsamt. Den klorgas som bildas löses och ger vätskan en färg.

## Framställning
Sulfurylklorid framställs genom att svaveldioxid (SO2) får reagera med klorgas (Cl2) med aktivt kol som katalysator.
{\displaystyle {\rm {SO_{2}+Cl_{2}\rightarrow SO_{2}Cl_{2}}}}

## Användning
Sulfurylklorid används som en källa till klor. Eftersom det är en vätska är den enklare att hantera än klorgas. Den används ofta som reaktant vid klorering av kolväten.
Det kan också användas för att behandla ylle så att det inte krymper.